# Nikola Tesla (Niška Banja)
Pour les articles homonymes, voir Tesla et Nikola Tesla (homonymie).
Nikola Tesla (en serbe cyrillique : Никола Тесла) est une localité de Serbie située dans la municipalité de Niška Banja et sur le territoire de la ville de Niš, district de Nišava. Au recensement de 2011, elle comptait 4 453 habitants.
Nikola Tesla est officiellement classé parmi les villages de Serbie. La localité doit son nom à l'ingénieur et inventeur Nikola Tesla.

## Démographie

### Évolution historique de la population
| 1948 | 1953 | 1961  | 1971  | 1981  | 1991  | 2002  | 2011  |
| ---- | ---- | ----- | ----- | ----- | ----- | ----- | ----- |
| 686  | 880  | 1 500 | 2 360 | 3 029 | 3 710 | 3 532 | 4 453 |

|  |